# Sergio Zanatta
Sergio Zanatta (8 agosto 1946) è un ex calciatore canadese, di ruolo attaccante.

## Carriera

### Club
Nato in Italia, si trasferì adolescente in Canada, ove giocò nel campionato dilettantistico organizzato dalla Pacific Coast Soccer League con vari sodalizi di Vancouver.
Nel 1975 passa al professionismo, venendo ingaggiato dai Vancouver Whitecaps, franchigia della NASL. Con i Whitecaps ottenne il quarto ed ultimo posto della Western Division della North American Soccer League 1975.
Per i suoi meriti sportivi è inserito nella "Soccer Hall of Fame in British Columbia".

### Nazionale
Naturalizzato canadese, Zanatta ha giocato undici incontri con la nazionale olimpica di calcio del Canada e con cui partecipa ai VI Giochi panamericani, oltre che disputare le qualificazioni ai Giochi della XIX e e XX Olimpiade.
Nel 1968 ha giocato inoltre nella nazionale di calcio del Canada tre incontri validi per le qualificazioni al campionato mondiale di calcio 1970, segnando anche una rete.

## Statistiche

### Cronologia presenze e reti in nazionale
| Cronologia completa delle presenze e delle reti in nazionale ― Canada | Cronologia completa delle presenze e delle reti in nazionale ― Canada | Cronologia completa delle presenze e delle reti in nazionale ― Canada | Cronologia completa delle presenze e delle reti in nazionale ― Canada | Cronologia completa delle presenze e delle reti in nazionale ― Canada | Cronologia completa delle presenze e delle reti in nazionale ― Canada | Cronologia completa delle presenze e delle reti in nazionale ― Canada | Cronologia completa delle presenze e delle reti in nazionale ― Canada |
| Data                                                                  | Città                                                                 | In casa                                                               | Risultato                                                             | Ospiti                                                                | Competizione                                                          | Reti                                                                  | Note                                                                  |
| --------------------------------------------------------------------- | --------------------------------------------------------------------- | --------------------------------------------------------------------- | --------------------------------------------------------------------- | --------------------------------------------------------------------- | --------------------------------------------------------------------- | --------------------------------------------------------------------- | --------------------------------------------------------------------- |
| 6-10-1968                                                             | Toronto                                                               | Canada                                                                | 4 – 0                                                                 | Bermuda                                                               | Qual. Mondiali 1970                                                   | 1                                                                     |                                                                       |
| 17-10-1968                                                            | Toronto                                                               | Canada                                                                | 4 – 2                                                                 | Stati Uniti                                                           | Qual. Mondiali 1970                                                   | -                                                                     |                                                                       |
| 20-10-1968                                                            | Devonshire                                                            | Bermuda                                                               | 0 – 0                                                                 | Canada                                                                | Qual. Mondiali 1970                                                   | -                                                                     |                                                                       |
| Totale                                                                |                                                                       | Presenze                                                              | 3                                                                     |                                                                       | Reti                                                                  | 1                                                                     |                                                                       |